# Claude Evrard

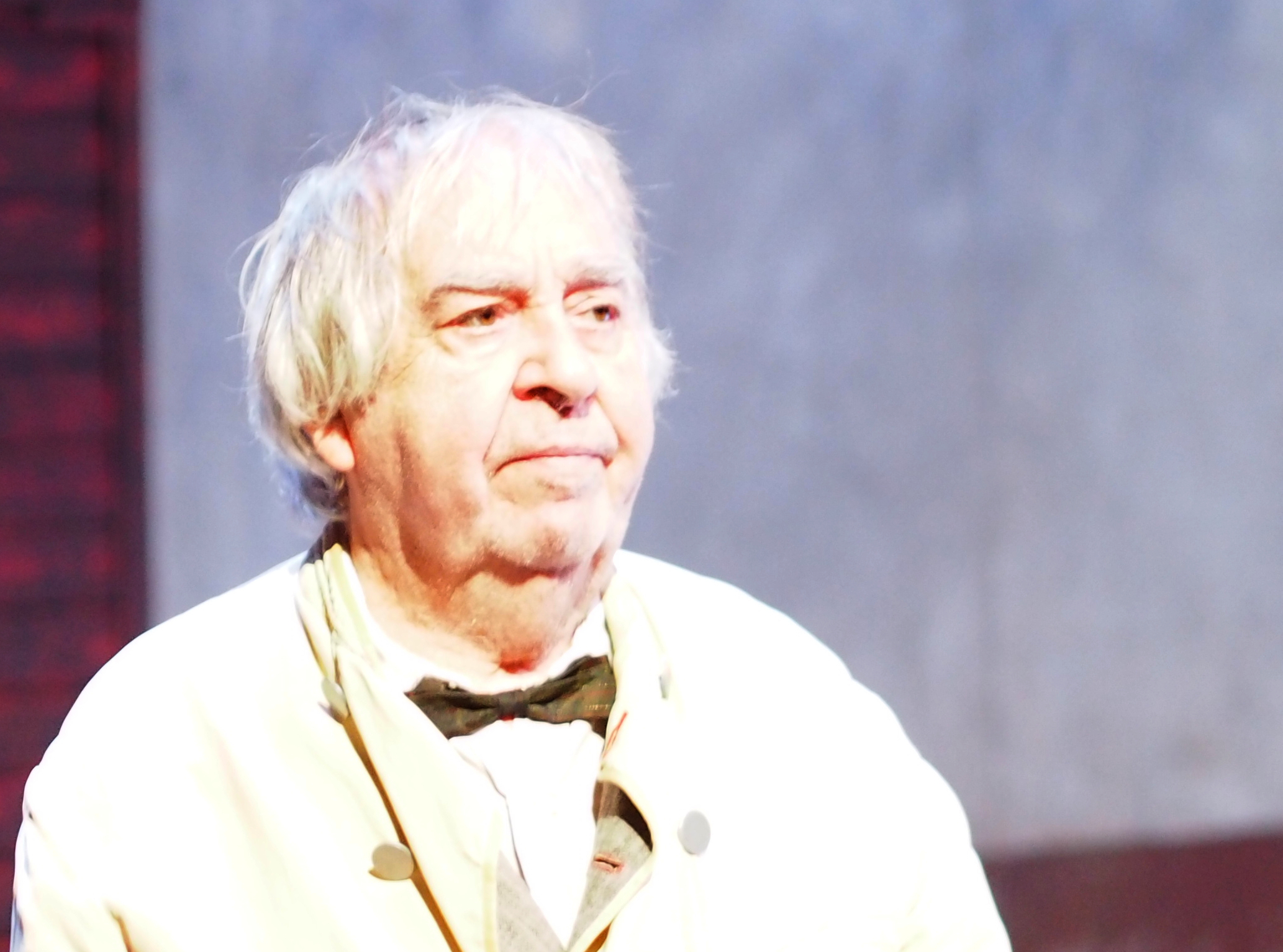
Claude Evrard (2013)

Claude Evrard (* 29. Juli 1933 in Versailles als Claude Thébaud; † 20. April 2020 in Clamart) war ein französischer Schauspieler.

## Leben
Claude Evrard absolvierte von 1957 bis 1959 ein Schauspielstudium bei Jacques Lecoq. Er konnte sich schnell als Theaterschauspieler etablieren und spielte als festes Ensemblemitglied unterschiedlicher Theatergruppen an mehreren Theatern in Frankreich. So war er am Théâtre National Populaire und am Théâtre de Paris; auch auf dem Festival von Avignon trat er regelmäßig auf. Für seine Darstellung in Ein Monat auf dem Lande, einem Theaterstück von Turgenjew, wurde er 1989 als Bester Nebendarsteller für den renommierten Theaterpreis Molière nominiert.
Sein Filmdebüt gab Evrard 1960 in einer kleinen Nebenrolle in dem Fernsehfilm Cyrano de Bergerac. Bis zu seinem Karriereende 2015 mit der Liebeskomödie Mit dem Herz durch die Wand spielte er in über 60 Film- und Fernsehproduktionen mit. In der deutschen Filmkomödie Didi auf vollen Touren, mit Dieter Hallervorden in der Hauptrolle, spielte er in einer kleinen Nebenrolle Leon. Dabei wurde er von Arnold Marquis synchronisiert.
Am 20. April 2020 starb Evrard im Alter von 86 Jahren während der COVID-19-Pandemie in Frankreich an den Folgen einer SARS-CoV-2-Infektion. Er war seit 1959 mit der Schauspielerin Danièle Ajoret verheiratet.

## Filmografie (Auswahl)
- 1960: Cyrano de Bergerac
- 1965: Fifi, die Feder (Fifi la plume)
- 1970: Der Zerstreute (Le distrait)
- 1971: Die Abenteuer des Monsieur Vidocq (Les Nouvelles Aventures de Vidocq, Fernsehserie, eine Folge)
- 1981: Caroline tanzt aus der Reihe (Le Boulanger de Suresnes)
- 1982: Der alte und der junge Michaud (Les Michaud)
- 1986: Didi auf vollen Touren
- 1987: Brennender Sommer (De guerre lasse)
- 1987: Wenn die Sonne nicht wiederkäme (Si le soleil ne revenait pas)
- 1987: Zwei halbe Helden (Fucking Fernand)
- 1988: Das ermordete Haus (La maison assassinée)
- 1988: Geliebte verborgt man nicht (La petite amie)
- 1990: Cyrano von Bergerac
- 1992: Prinzessin Alexandra (Princesse Alexandra)
- 1994: Die Fälle des Monsieur Cabrol (Les cinq dernières minutes, Fernsehserie, eine Folge)
- 1996: Der Komet (La comète)
- 2015: Mit dem Herz durch die Wand (Un peu, beaucoup, aveuglément!)